# 5412-es mellékút (Magyarország)
Az 5412-es mellékút egy közel 40 kilométeres hosszúságú, négy számjegyű mellékút Bács-Kiskun vármegye déli részén; Kiskunhalastól húzódik Jánoshalmán át Csávolyig. Fő feladata, hogy összeköttetést biztosítson az említett városok valamint Baja és térsége között más lehetőségeknél rövidebb útvonalon, illetve a főutaktól jobbára félreeső Jánoshalma városának legfontosabb megközelítési útvonala.

## Nyomvonala
Kiskunhalas belterületének déli szélétől alig egy kilométerre délre indul, az 53-as főútból kiágazva, annak az 58+900-as kilométerszelvénye közelében, délnyugat felé. Nagyjából másfél kilométer után észak felől mellé szegődik a Bátaszék–Kiskunhalas-vasútvonal nyomvonala, onnantól jó darabig egymás közelében húzódnak. A 4+150-es kilométerszelvénye táján eléri Kunfehértó határszélét, egy darabig a határvonalat kíséri, de még az ötödik kilométerének elérése előtt teljesen e község területére lép.
Kunfehértó első házait 7,7 kilométer után éri el – változatlanul a vasúttal párhuzamosan haladva –, a folytatásban a lakott terület déli szélén húzódik. 8,5 kilométer után kiágazik belőle északi irányban az 54 112-es számú mellékút, ez vezet a község központjába. Kicsivel ezután elhalad Kunfehértó vasútállomás mellett, nagyjából 9,4 kilométer után pedig kilép a belterületről. Ugyanott a korábbinál délebbi irányt vesz, ami által fokozatosan távolodni kezd a vasúttól.
12,5 kilométer után szeli át Jánoshalma határát, a 16+350-es kilométerszelvényénél pedig kiágazik belőle kelet felé az 5416-os út, Kisszállás felé. Ugyanott keletnek fordul, így lép be a 17. kilométerét elhagyva a város belterületére, a Kisszállási út nevet felvéve, majd hamarosan keresztezi a vasutat. A síneket elhagyva Halasi út, majd egy irányváltás után Rákóczi Ferenc utca lesz a neve; így keresztezi a központban az 5312-es utat, amely itt hozzávetőlegesen 38,5 kilométer megtételén van túl. A kereszteződéstől már Bajai út a neve, így húzódik Jánoshalma délnyugati széléig, amit 22,2 kilométer után ér el.
24,5 kilométer után Borota határai közé ér, de lakott helyeket ott nemigen érint: a község központján csak az 5414-es út vezet keresztül, amely Jánoshalma északi részén indul és az 5412-esbe beletorkollva ér véget, annak a 28+500-as kilométerszelvénye közelében. 32,7 kilométer után Rém területén folytatódik, 34,7 kilométer után pedig keresztezi az 54 117-es számú mellékutat, amely észak felé Rém központjába, dél felé pedig Felsőszentivánra vezet. Ez utóbbi község határai közé is betér az út – a 36. kilométere környékén, egy rövid külterületi szakasz erejéig –, de 36,7 kilométer után már Csávoly területén folytatódik. E település legészakibb házai között ér véget, Dózsa György utca néven, beletorkollva az 55-ös főút 85+150-es kilométerszelvénye közelében létesült körforgalomba.
Teljes hossza, az országos közutak térképes nyilvántartását szolgáló kira.gov.hu adatbázisa szerint 38,662 kilométer.

## Története
1934-ben a kereskedelem- és közlekedésügyi miniszter 70 846/1934. számú rendelete harmadrendű főúttá nyilvánította, 534-es útszámozással.

## Települések az út mentén
- Kiskunhalas
- Kunfehértó
- Jánoshalma
- (Borota)
- (Rém)
- (Felsőszentiván)
- Csávoly